# Wielkie Jezioro Laffrey
Wielkie Jezioro Laffrey (franc. Grand Lac de Laffrey) – jezioro we Francji, położone na Plateau de la Matheysine w Alpach Delfinackich, w gminie Laffrey w departamencie Isère.
Jezioro ma kształt podłużny, o dłuższej osi długości ok. 2,9 km pokrywającej się z kierunkiem północ-południe. Powierzchnia ok. 120 ha, maksymalna głębokość 39 m. Lustro wody znajduje się na wysokości 920 m n.p.m.
Okolice jeziora są ulubionym miejscem wypoczynku mieszkańców aglomeracji Grenoble. Przy obu końcach jeziora (północnym i południowym) znajdują się kempingi i ogólnodostępne plaże. Brzegi jeziora, niskie i w części zalesione, są dostępne również w kilku innych miejscach pomiędzy terenami prywatnymi. W jeziorze dozwolona jest kąpiel i połów ryb. Można pływać łódką, rowerami wodnymi, uprawiać windsurfing. Używanie łodzi motorowych zabronione.
Między północnym krańcem jeziora a drogą N. 85 (tzw. Droga Napoleona, franc. Route Napoléon) znajduje się historyczna Łąka Spotkania, na której rozegrał się jeden z epizodów 100 dni Napoleona w 1815 r. – tzw. Spotkanie na Łące Laffrey.